# Маґнолія верболиста
Маґнолія верболиста (Magnolia salicifolia), також відома як маґнолія анісова, походить з Японії. Це невелике листопадне дерево 7,5 м заввишки, з вузькими ланцетними листками, білуватими зі споду. Листя не таке вузьке, як у справжніх верб (Salix), але вужче порівняно з іншими маґноліями, що надає цьому дереву тоншої текстури. Запашні квітки шириною 10 см з'являються ранньою весною перед розпусканням листя. Квіти шестипелюсткові. Листя і кора ароматні, якщо їх подрібнити. Росте в кам'янистому, гранітному ґрунті вздовж берегів струмків.
Сорт «Пам'ять Вади» з білими ароматними квітками з подвійною оцвітиною отримав нагороду Королівського садівничого товариства за садівничі заслуги.

## Галерея

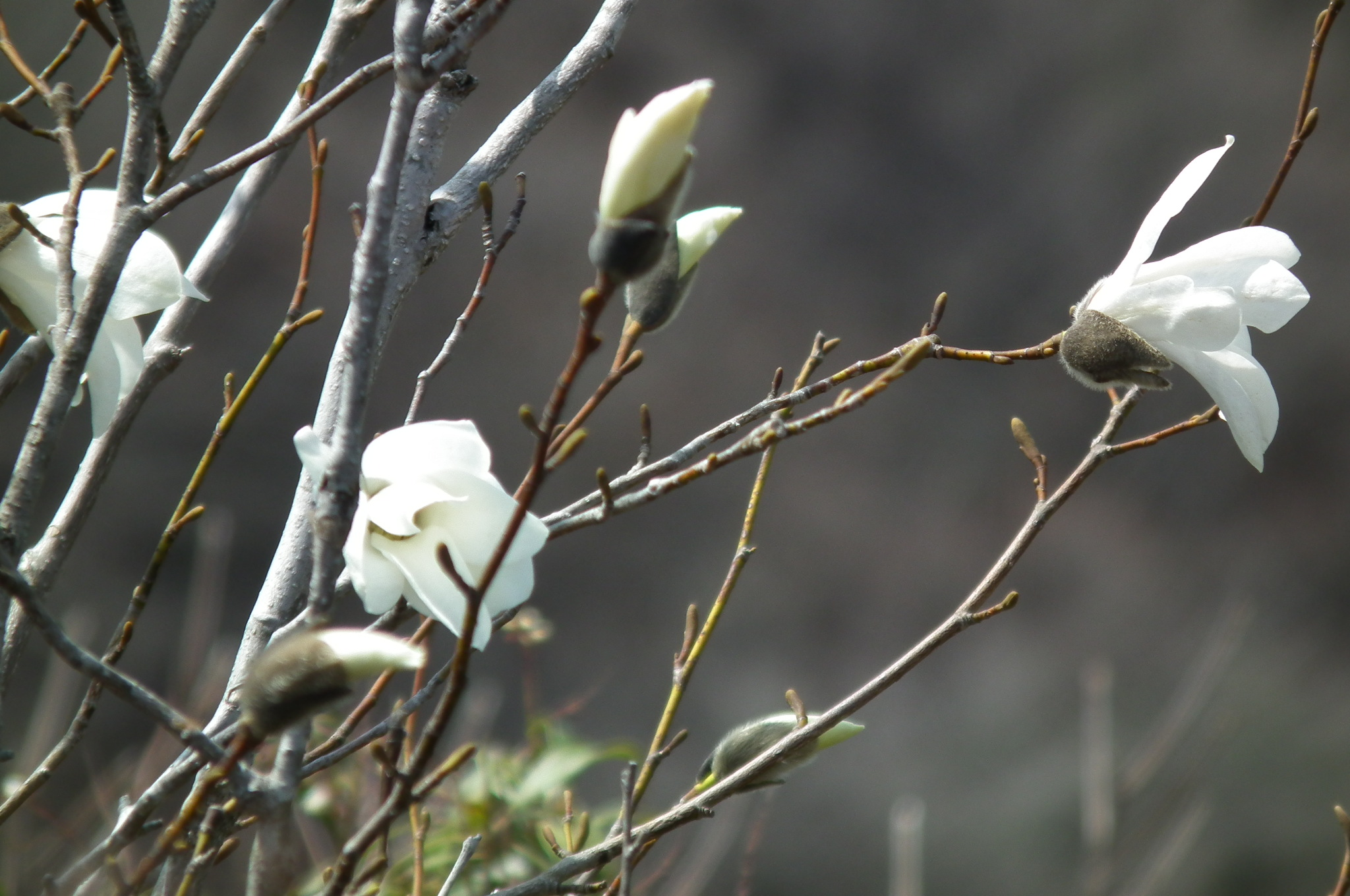
Маґнолія верболиста
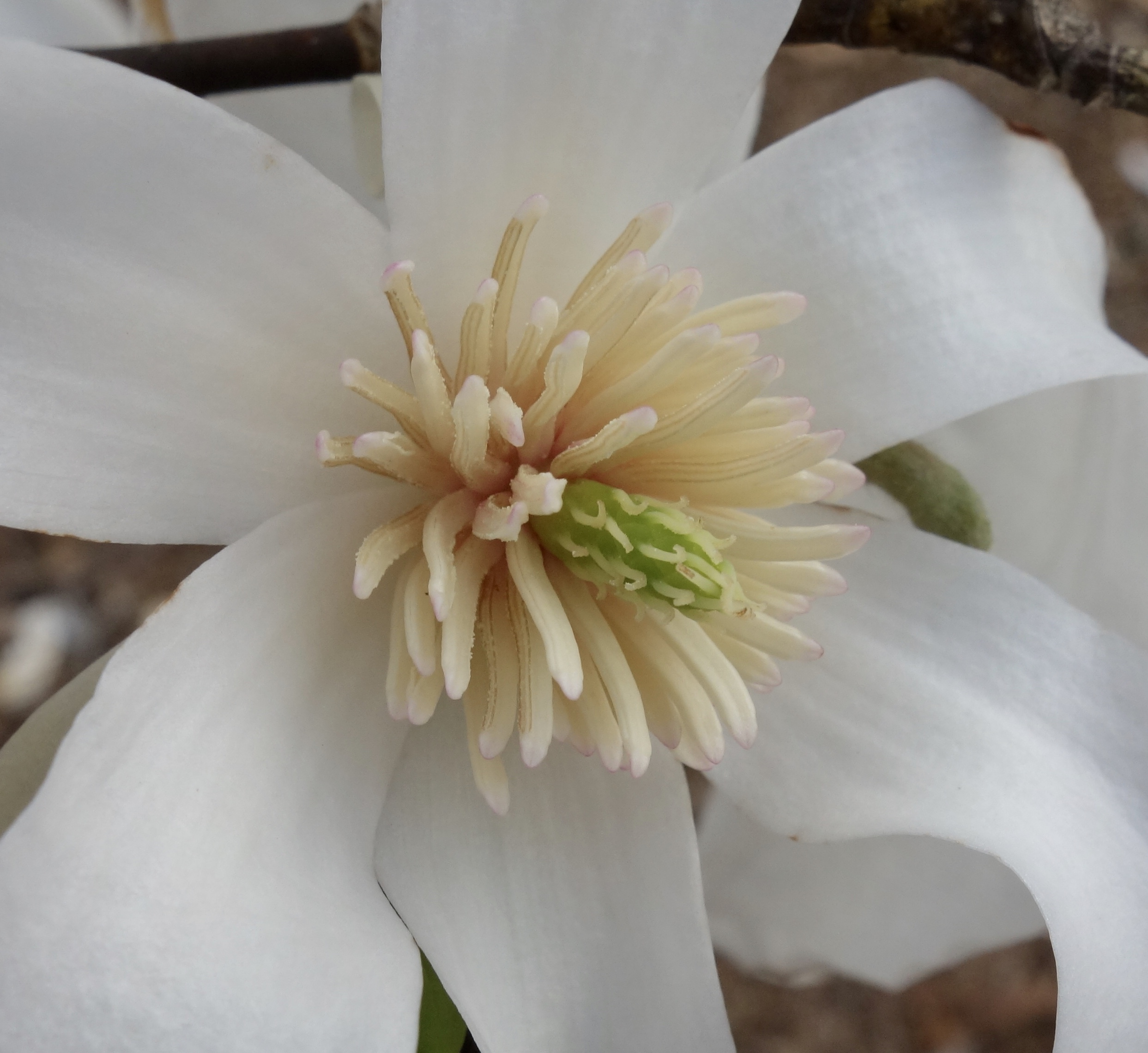
Квітка зблизька
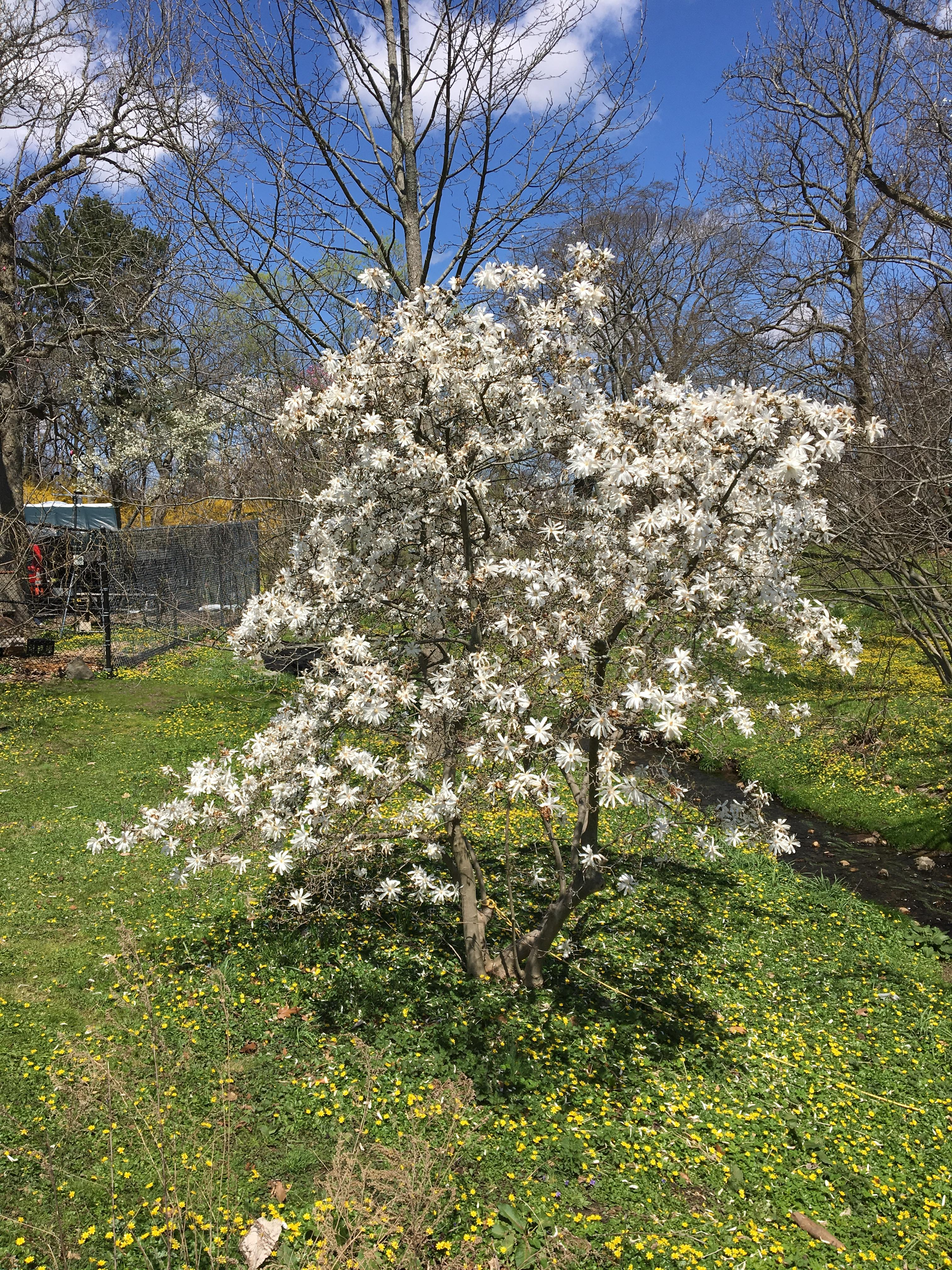
Маґнолія верболиста в дендрарії Арнольда Гарвардського університету, примірник № 51-63*A.
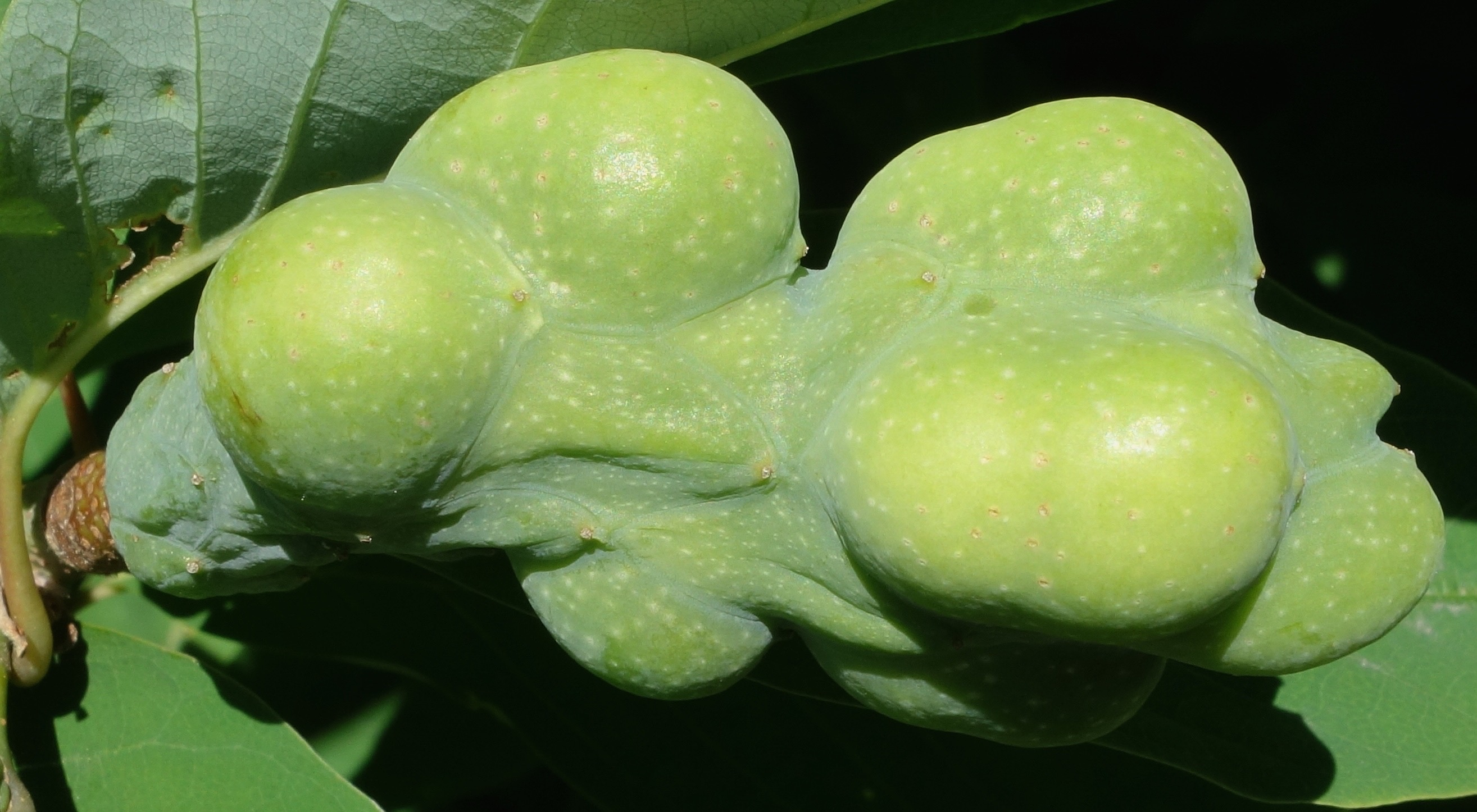
Незрілі плоди

## Зовнішні посилання
- Magnolia salicifolia images at the Arnold Arboretum of Harvard University Plant Image Database
- Gapinski, Andrew. "Magnolia salicifolia 'Grape Expectation'." Arnold Arboretum of Harvard University website, 16 April 2014. Accessed 21 April 2020.
- "Magnolia salicifolia 'Wada's Memory' by Arborway Gate, Spring 2018." Library Featured Images, Arnold Arboretum of Harvard University website, 23 April 2018. Accessed 21 April 2020.
- Photo of flowers